# Acronicta indica
Acronicta indica là một loài bướm đêm trong họ Noctuidae.